# Batalha Naval de Aua
A Batalha Naval de Awa (阿波沖海戦, Awa oki kaisen) ocorreu em 28 de janeiro de 1868 durante a Guerra Boshin no Japão, na área da Baía de Awa perto de Osaka. Envolvendo navios do Xogunato Tokugawa e embarcações de Satsuma leais a corte imperial em Quioto, a batalha foi a segunda batalha naval na história do Japão entre forças navias modernas (após de Batalha Naval de Shimonoseki em 1863). Enomoto Takeaki liderou a marinha xogunal a vitória em Awa, um dos poucos sucessos xogunais na Guerra Boshin.